# Slovenská Ľupča, Banská Bystrica
Slovenská Ľupča este o comună slovacă, aflată în districtul Banská Bystrica din regiunea Banská Bystrica. Localitatea se află la altitudinea de 374 m deasupra n.m., se întinde pe o suprafață de 32,33 km2 și în 2017 număra 3.253 de locuitori.

## Istoric
Localitatea Slovenská Ľupča este atestată documentar din 1250.

## Demografie
| An:                | 1994 | 2004   | 2014   | 2024   |
| ------------------ | ---- | ------ | ------ | ------ |
| Număr de persoane: | 2895 | 3130   | 3235   | 3261   |
| Diferență:         |      | +8,11% | +3,35% | +0,80% |

| An:                | 2023 | 2024 |
| ------------------ | ---- | ---- |
| Număr de persoane: | 3261 | 3261 |
| Diferență:         |      | +0%  |